# Glikson (krater)
Glikson – krater uderzeniowy na Małej Pustyni Piaszczystej, w stanie Australia Zachodnia.
Wiek tego krateru nie jest dobrze znany, powstał on w ciągu ostatnich 508 milionów lat (w fanerozoiku). Utworzył się on w skałach krystalicznych pokrytych warstwą skał osadowych. Skały przeobrażone na skutek impaktu odsłaniają się na powierzchni ziemi.